# Catedral de la Natividad de la Santísima Virgen María (Biloxi)
La Catedral de la Natividad de la Santísima Virgen María (en inglés: Cathedral of the Nativity of the Blessed Virgin Mary) se localiza en el 870 West Howard Avenue en Biloxi, Misisipi, al sur de los Estados Unidos y es la sede de la Diócesis de Biloxi. Fue diseñada por Theodore Brune y construida por JF Barnes & Company de Greenville , Misisipi en 1902. La catedral fue introducida en el Registro Nacional de Lugares Históricos en 1984.
Brune fue un arquitecto germano-estadounidense que diseñó varias iglesias en la costa del Golfo de Luisiana. El diseño de la arquitectura gótica de la Iglesia Católica Madre Virgen Santísima en el oeste de la Avenida Howard fue construida después de la iglesia original fuese destruida por el fuego en el año 1900 en el mismo sitio. Las vidrieras fueron donadas a la iglesia por Julia Dulion López ( desde 1857 hasta 1918 ) en memoria de su difunto marido a principios de 1906. las ventanas fueron construidas por Reis y Reis de Munich, Alemania e instaladas por Frederick Thornley de Nueva York. 